# Danielle de Picciotto

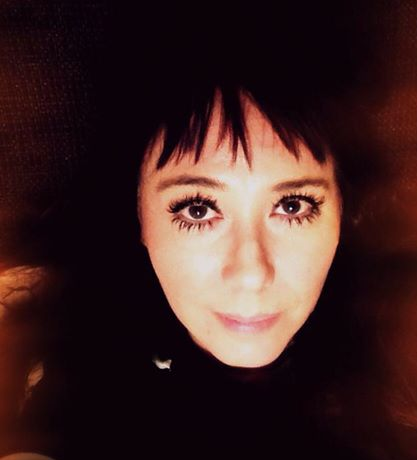
Danielle de Picciotto (2013)

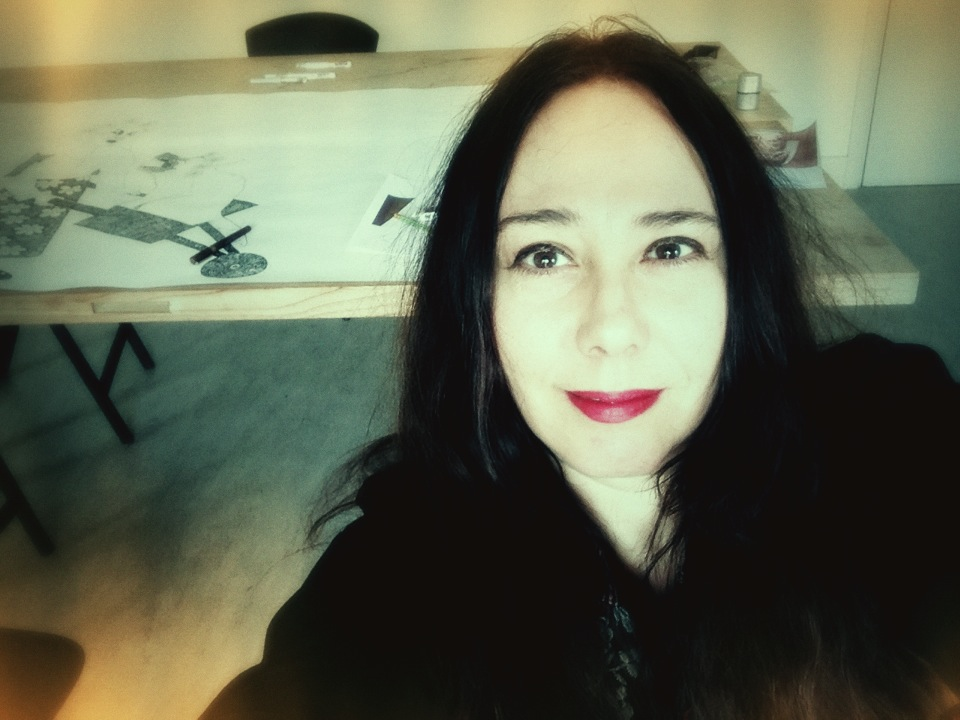
Danielle de Picciotto (2013)

Danielle de Picciotto (* 19. Februar 1965 in Tacoma, Washington) ist eine US-amerikanische Multimediakünstlerin. Sie lebt und arbeitet als Malerin, Zeichnerin, Musikerin, Autorin und Filmemacherin in Berlin. Ihre Werke werden international ausgestellt.

## Leben
Danielle de Picciotto hat eine deutsche Mutter. Sie studierte in New York City Musik und Kunst. 1987 ließ sie sich in Berlin nieder. Zusammen mit ihrem damaligen Lebensgefährten Matthias „Dr. Motte“ Roeingh initiierte sie am 1. Juli 1989 die erste Loveparade in Berlin.
Als Sängerin war sie von 1990 bis 1995 Mitglied der Berliner Band Space Cowboys. Sie begründete 1997 zusammen mit Gudrun Gut den Ocean Club, einen offenen Ort, in dem Kunst und Musik vorgestellt werden. Später verwandelte sich das Projekt in eine Radiosendung. Sie beteiligte sich von 1995 bis 2000 maßgeblich an der Berliner Clubkunstkultur-Bewegung als Künstlerin/Kuratorin und gründete 1998 das Institut, eine Galerie, in der sie über 150 Künstler, Musiker und Schriftsteller vertrat. 1999 begründete sie die regelmäßige Ausstellungs- und Eventreihe Kunst oder König und präsentierte Berliner Künstler, Musiker und DJs in internationalem Rahmen in Gruppenausstellungen, Konzerten und Kulturprojekten – oftmals in Zusammenarbeit mit dem Goethe-Institut (Rom, Mailand, Neapel, Hong Kong, Osaka, Tokyo, Sarajevo). Sie wurde regelmäßig als Künstlerin und Kuratorin dazu aufgerufen, Berlin in seiner Vielseitigkeit und Kreativität zu präsentieren. 2005 initiierte sie Kunst oder Königin, eine Ausstellungsreihe, in der ausschließlich Künstlerinnen vorgestellt werden. 2005 produzierte sie zusammen mit Alexander Hacke und den Tiger Lillies das audiovisuelle Bühnenstück Mountains of Madness.
Im Jahr 2006 heiratete sie ihren langjährigen Lebensgefährten Alexander Hacke, den Bassisten der Band Einstürzende Neubauten. 2007 erarbeiteten de Picciotto und Hacke das Werk von Sebastian Brant Das Narrenschiff, das im Folgejahr auch als DVD und CD veröffentlicht wurde. Beide tourten mit dem Werk weltweit. 2008 wurde Danielle de Picciotto vom deutschen Auswärtigen Amt beauftragt, einen Filmclip über europäische Tänze zu drehen. Der Clip Sternentanz veranschaulicht, wie volkstümliche Tänze „clubtauglich“ und jugendnah erarbeitet werden können. 2009 wurde sie abermals vom Auswärtigen Amt mit einem Kurzfilm über 20 Jahre Mauerfall beauftragt. Im Mai 2009 wurden Hacke und de Picciotto in dem Dokumentarfilm In Berlin unter der Regie von Ciro Cappellari und Michael Ballhaus als schillerndes Berliner Künstlerpaar vorgestellt. 2011 wurden sie zu einem viermonatigen Aufenthalt in der Meetfactory von David Černý in Prag eingeladen, um eine audio-visuelle Installation aufzubauen. De Picciottos Berlin-Memoiren The Beauty Of Transgression (Die Gestalten Verlag) kamen heraus. 2012 wurde de Picciotto Mitglied der Band Crime & the City Solution. 2013 brachte die interdisziplinäre Künstlerin ihr zweites Buch We are Gypsies Now – Der Weg ins Ungewisse als Graphic Diary im Metrolit Verlag heraus. 2014 wurde Danielle eingeladen, Musik für das Theaterstück Republik der Wölfe (Theater Dortmund) zusammen mit Mick Harvey, Alexander Hacke und Paul Wallfisch zu komponieren und während der Laufzeit live aufzuführen. Eine neue Band Ministry of Wolves entstand aus dieser Zusammenarbeit der vier Musiker. 2015 wurde ihr Buch We Are Gypsies Now in den USA von AMOK books veröffentlicht, und ihre erste Solo-LP Tacoma erschien bei Moabit Records. 2019 veröffentlichte Danielle de Picciotto ihre zweite Solo-LP Deliverance auf dem englischen Label Louder Than War.
2006 wurden Danielle de Picciotto und Alexander Hacke zu einer Soundresidency in Krems an der Donau, Österreich, eingeladen und leiteten ein Seminar über interdisziplinäre Aufführungen an der HFG (ZKM) in Karlsruhe. Danielle machte außerdem ein kurzes Seminar in der NYU, Berlin sowie 2017 an der Folkwang Universität in Bochum.

## Werk
Musikalisches Werk
- 1991: Locked n’ Loaded – Album in Zusammenarbeit mit Space Cowboys (CD)
- 1992: Geigenkomposition bei Cheerio in Zusammenarbeit mit Malaria (CD)
- 1993: Terrorist in Zusammenarbeit mit Space Cowboys (Single-CD)
- 1995: Musikkomposition Waiting auf Diva Mania – Compilation/Digivalley (CD)
- 1996: Musikkomposition: Ambition und Pearl auf The Ocean Club – CD-Compilation in Zusammenarbeit mit Gudrun Gut (CD)
- 1997: Musikkomposition: No Go auf Die Haut – Compilation in Zusammenarbeit mit Die Haut (CD)
- 2002: Erste Musikvideos für Fred Alpi (Paris), Martin Dean (Berlin) und Electrocute (USA)
- 2005: Musikkomposition: Nackte Hunde auf Bleib Gold Mädchen – Compilation in Zusammenarbeit mit Ziska Rieman (CD)
- 2006: The Ship of Fools in Zusammenarbeit mit Axel Hacke (CD)
- 2011: Hitman's Heel – Album in Zusammenarbeit mit Alexander Hacke (CD)
- 2014: American Twilight – Album in Zusammenarbeit mit Crime and The City Solution (CD)
- 2014: The Ministry of Wolves – Album in Zusammenarbeit mit Alexander Hacke, Mick Harvey, Paul Wallfisch (CD)
- 2014: Republik der Wölfe – Intendant: Kay Voges, Theater Dortmund
- 2014: Needle at Sea Bottom in Zusammenarbeit mit Alexander Hacke and Lary 7
- 2015: Not Junk Yet – The Art Of Lary 7 (Film Dokumentation, DVD)
- 2015: Tacoma, Solo-Album (CD, MC, MP3)
- 2016: Perseverantia in Zusammenarbeit mit Alexander Hacke (CD, LP)
- 2017: Unity – Mediatationsalbum in Zusammenarbeit mit Alexander Hacke (CD)
- 2017: Menetekel in Zusammenarbeit mit Alexander Hacke (CD, LP)
- 2017: Leise Fäden in Zusammenarbeit mit Sonae
- 2017: Monika Werkstatt in Zusammenarbeit mit Gudrun Gut
- 2018: Joy – Meditationsalbum in Zusammenarbeit mit Alexander Hacke (CD)
- 2019: Deliverance – Solo-Album (LP, MP3)
- 2020: THE CURRENT. in Zusammenarbeit mit Alexander Hacke
- 2021: The Element Of Love, Solo-Album (CD, MP3)
- 2021: The Silver Threshold in Zusammenarbeit mit Alexander Hacke (CD, MP3)
- 2023: “Keepsakes” hackedepicciotto (CD, LP)

Filmmusik
- 2018: Iuventa (Filmmusik in Zusammenarbeit mit Alexander Hacke), Regie: Michele Cinque
- 2018: Ein Fall für Dr. Abel: Zersetzt ( Filmmusik zusammen mit Alexander Hacke) SAT.1 Regie: Hansjörg Thun
- 2019: Ein Fall für Dr. Abel: Zerbrochen (Filmmusik zusammen mit Alexander Hacke) SAT.1 Regie: Hansjörg Thun
- 2019: Ein Fall für Dr. Abel: Zerschunden (Filmmusik zusammen mit Alexander Hacke) SAT.1 Regie: Hansjörg Thun
- 2022: Sir Michael Caine – Vom Arbeiterkind zum Hollywoodstar, Regie: Margarete Kreuzer: Filmproduktion Media Film Factory
- 2023: Die Q ist ein Tier (Filmmusik zusammen mit Alexander Hacke), Tobby Holzinger Filmproduktion GmbH, Regie: Tobias Schönenberg

Filmisches Werk
- 2004: On Tour with Neubauten.org – Filmdokumentation
- 2006: Throbbing Gristle, Berlin – Konzertfilmdokumentation
- 2007: Mountains of Madness – Filmdokumentation der audio/visuellen Aufführung in Zusammenarbeit mit Alexander Hacke und The Tiger Lillies – DVD
- 2008: Europa Bewegt Sich – Kurzfilm/DVD im Auftrag für das Auswärtige Amt
- 2008: Ship Of Fools – Filmdokumentation – DVD
- 2009: Sternentanz – Animationsfilm/DVD im Auftrag für das Auswärtige Amt
- 2010: How Long is Now – Filmdokumentation (DVD)
- 2012: The Glasshouse – Konzert-Dokumentation (DVD)
- 2015: Not Junk Yet The Art of Lary 7
- 2018: Crossroads Silent Movie

Literarisches Werk
- 2011: The Beauty of Transgression, Die Gestalten Verlag, Berlin
- 2013: Der Weg ins Ungewisse, Metrolit Verlag, Berlin
- 2015: We Are Gypsies Now, Amok Books, Los Angeles
- 2020: Die heitere Kunst der Rebellion, Walde + Graf

Filme und Publikationen unter der Mitwirkung von Danielle de Picciotto
- 2006: All Allure, Die Gestalten Verlag, Berlin
- 2008: Disorientation-Art on the margin of Contemporary von Travis Jeppesen
- 2008: The Upset, Die Gestalten Verlag, Berlin
- 2009: Do You Love Me Like I Love You: Tender Prey – Protagonistin in der Filmdokumentation über Nick Cave and the Bad Seeds von Iain Forsyth und Jane Pollard
- 2009: SubBerlin – Protagonistin in der Dokumentation über den Berliner Techno-Club Tresor von Tilmann Künzel
- 2009: In Berlin – Protagonistin in der Berlindokumentation von Michael Ballhaus und Ciro Cappelari
- 2010: Künstlerische Transformationen, Reimer Verlag
- 2012: Der Klang der Familie Oral History of Techno in Berlin, Suhrkamp
- 2013: Berlin What?, Herausgeber: Uwe Neu & Oliver Thoben
- 2014: It's not only Rock'n'Roll : Sexe, drogues & sagesse du rock von Catharine Viale & Matthias Moreau; Herausgeber: Laurent De Sutter 2014
- 2014: Wendeklang" Ein Film über den Mauerfall und Berlin – Film von Felix Denk & Sven von Thülen, August 2014
- 2017: Berlin Calling – Buch von Paul Hockenos
- 2017: Wilde Jahre West Berlin – Film von Margarete Kreuzer, März 2017
- 2018: Traumfänger – Film von Margarete Kreuzer, Oktober 2018